# هانز جيشونيك
هانز جيشونيك (9 أبريل 1899 - 18 أغسطس 1943) هو طيار عسكري ألماني في القوات الجوية الألمانية القيصرية خلال الحرب العالمية الأولى، وضابط أركان عام في رايخسفير في فترة ما بين الحربين وغنرال أوبرست (كولونيل عام) ورئيس الأركان العامة في القوات الجوية،
ولد عام 1899 وانضم إلى الجيش عندما كان طالبًا عام 1909. تدرب برتبة ضابط في أكاديمية عسكرية، وتخرج في عام 1914 وخدم في قوات المشاة على الجبهة الغربية. في عام 1916، انتقل هانز إلى القوات الجوية الألمانية القيصرية وتدرب ليصبح طيارًا مقاتلًا. أسقط طائرتين من طائرات العدو بحلول وقت الهزيمة الألمانية في نوفمبر 1918، وحصل على وسام الصليب الحديدي من الدرجة الثانية والأولى.
بقي هانز في الجيش، وانضم إلى الرايخسفير، قوات جمهورية فايمار. قاتل في الانتفاضات السيليزية في عام 1919 ثم شغل منصب ضابط أركان أول في عشرينيات القرن العشرين. في عام 1933، استولى الاشتراكيون الوطنيون على السلطة في ألمانيا بقيادة أدولف هتلر. أٌعجب هانز بهتلر، وفي ظل قيادة مساعده المقرب هيرمان غورينغ، القائد العام للوفتفافه التي جرى تشكيلها حديثًا، بدأت مسيرة هانز بالتقدم على نحو متسارع من هاوبتمان (كابتن) في عام 1932 إلى غنرال أوبرست (كولونيل عام) في عام 1939. في نوفمبر 1938، عُين هانز رئيسًا لهيئة الأركان العامة وهو في سن 39 فقط. اعتمد تقدم هانز في السلطة، جزئيًا، على ولائه الذي لا جدال فيه لهتلر وغورينغ.
عند اندلاع الحرب العالمية الثانية، تولى هانز إدارة لوفتفافه بعيدًا عن الأوامر والقواعد التي انتشرت فترة ما بين الحربين. اتبع نهج الحرب الخاطفة الذي لم يدم طويلًا. أهمل هانز الإنتاج الصناعي والاستخبارات العسكرية واللوجستيات والدفاع الجوي والقصف الاستراتيجي وإنشاء الاحتياطيات وقوة منظمة عسكرية. اعتمدت طريقة هانز في الحرب على الالتزام الكلي من قوات لوفتفافه بتغطية عمليات الدعم الجوي بالتعاون مع الجيش الألماني.
أخفت الانتصارات العسكرية، حتى عام 1942، الكثير من إخفاقات هانز وغورينغ وأوبروكوماندو دير لوفتفافه (القيادة العليا للقوات الجوية). مع فشل المجهود الحربي الألماني على الجبهتين الشرقية والشمالية الأفريقية في عامي 1942 و1943، شرعت القوات البريطانية والأمركية بهجوم قاذفات مشترك استراتيجي لتدمير قوات لوفتفافه في حرب استنزاف فشل هانز و وغورينغ في الاستعداد لها.
في عام 1943، عانى هانز من انهيار نفسي بسبب إخفاقاته وعدم قدرة لوفتفافه على الدفاع عن ألمانيا. أمر غورينغ ومرؤوسيه بتقويضه، وأطلق النار على نفسه في 18 أغسطس 1943. تستر غورين على هذه الحادثة للحفاظ على الروح المعنوية الألمانية ومنع قوى العدو من اكتساب أي مزايا استخباراتية.

## نشأته ومسيرته والحرب العالمية الأولى
ولد هانز في 9 أبريل 1899 في مدينة إينوروكلاو البروسية (هوهينسالزا)، والده الأستاذ فيل فريدريك كارل هانز، مدرس، ووالدته كلارا إيما كارولين. امتلك ثلاثة إخوة وأخت من زواج والده الأول وأربعة إخوة غير أشقاء من زواج والده الثاني. اختار ثلاثة من إخوته الخدمة في قوات رايخسفير؛ توفي شقيقه بول أثناء الخدمة في ريشلين في 29 يونيو 1929. عمل غيرت هانز ضابطًا بحريًا لمدة 34 عامًا. من عام 1905 حتى أبريل 1908، التحق هانز ببيرخرسكول (مدرسة المواطنين) في برومبرغ، بيدغوشتش حاليًا، ودرس لمدة عام واحد في المدرسة الثانوية. في عام 1909، انضم إلى فيلق الطلاب العسكريين في كوسلين، كوزالين حاليًا. في أبريل 1913، انتقل إلى الأكاديمية العسكرية الرئيسية البروسية في ليشترفيلد.
مُنح رتبة ملازم ثان في عام 1914 وهو يبلغ من العمر 15 عامًا فقط. خدم في فوج المشاة خلال الأشهر الأولى من الحرب العالمية الأولى، والذي عرف بفوج المشاة السيليزي السفلي الخمسين. في عام 1915، جرت ترقية هانز وهو في السادسة عشرة من عمره. نُقل إلى القوات الجوية الألمانية القيصرية في سن 17. انضم إلى السرب المقاتل 40 على الجبهة الغربية وبحلول الوقت الذي انتهت فيه الحرب العالمية الأولى، أسقط طائرتين من طائرات العدو وحصل على وسام الصليب الحديدي من الدرجة الثانية والأولى.
عقب الهزيمة الألمانية، وانهيار الإمبراطورية الألمانية والهدنة في نوفمبر 1918، انضم هانز إلى الرايخ وخدم في جمهورية فايمار. قاتل في الانتفاضات السيليزية أثناء خدمته في فوج الفرسان السادس لرايخسفير. انضم هانز إلى قواعد فرايكوربس الجوية وقاد الطائرات الحربية خلال الانتفاضات. عمل بعد ذلك تحت إشراف كورت شتودنت، مفتشية معدات الأسلحة في إدارة الذخائر العسكرية من عام 1923 إلى عام 1928 ودرس أركان الحرب. بسبب نقص المعدات الألمانية في هذا الوقت، زار هانز عدد من البلدان الأخرى وقاد العديد من الطائرات الهولندية والسويدية والسويسرية. في عام 1928، تخرج من أكاديمية الحرب بالمرتبة الأولى على فصله وفي أبريل من العام ذاته، عمل في المفتشية الأولى في فرع الحرب الجوية التابع لوزارة الرايخسفير بقيادة هيلموت فيلمي من عام 1929. كانت الإدارة مسؤولة سرًا عن صناعة الطائرات العسكرية المحظورة في معاهدة فرساي.